# Legio X Gemina
Die Legio X war eine Legion der römischen Armee. Weil Caesar der X. Legion einmal Pferde gab und sie als Kavallerie einsetzte, da er den verbündeten gallischen Reitern nicht traute, wurde sie auch  Legio X Equestris („zehnte berittene Legion“) genannt. Von Augustus wurde die Legion in Legio X Gemina („zehnte Zwillingslegion“) umbenannt. Das Symbol der Legion war ein Stier.

## Geschichte der Legion

Caesars Feldzüge während des gallischen Krieges

### Gallischer Krieg
Die Legio X wurde zum ersten Mal im Jahre 58 v. Chr. erwähnt, als die römische Provinz Gallia Narbonensis durch die Helvetier bedroht wurde. Anfangs konnte Gaius Iulius Caesar nur auf diese einzige Legion zurückgreifen, die bei Genf stationiert war. Im Gallischen Krieg spielte die Legio X Equestris eine wichtige Rolle bei Caesars militärischem Erfolg; er selbst bezeichnete sie als seine bevorzugte Legion.
Sie war an der Schlacht im Elsass gegen Ariovist (58 v. Chr.), an der Schlacht an der Sambre gegen die Nervier (57 v. Chr.), der römischen Invasion Britanniens (55 v. Chr.) und der Schlacht von Gergovia (52 v. Chr.) beteiligt. Caesar beschreibt, wie bei der Landung in Britannien der Aquilifer der Legio X Equestris zuerst von Bord sprang und so die zögernden Legionäre zum Vorrücken auf den Feind brachte.

### Bürgerkrieg
Zu Beginn des Bürgerkrieges kämpfte die Legion im Jahr 49 v. Chr. in Hispania in der Schlacht bei Ilerda gegen Gnaeus Pompeius Magnus. Am 10. Juli 48 v. Chr. nahm sie an der Schlacht von Dyrrhachium teil. Am 9. August 48 v. Chr. kämpfte die Legion in der entscheidenden Schlacht von Pharsalos und nahm in den Jahren 47/46 an Caesars Feldzug nach Africa teil, wo sie in der Schlacht bei Thapsus kämpfte. Nach ihrem Einsatz in der Schlacht von Munda am 17. März 45 v. Chr. wurde die Legion aufgelöst. Die Veteranen wurden bei Colonia Narbo Martius (Narbonne) in der Provinz Gallia Narbonensis angesiedelt.
Nach Caesars Ermordung wurde die Legion im Winter 44/43 v. Chr. von Lepidus wieder aufgestellt und der Armee des Marcus Antonius zugeteilt. Sie kämpfte für die Triumvirn Augustus, Lepidus und Marcus Antonius im Jahr 42 v. Chr. in der Schlacht bei Philippi gegen die Caesarmörder. Nach dem Sieg wurden ihre Veteranen in Cremona angesiedelt. Anschließend folgte sie 36–34 v. Chr. Marcus Antonius auf seinem Feldzug gegen die Parther nach Armenien. Nachdem Antonius’ Flotte die Schlacht bei Actium (31 v. Chr.) gegen Octavian verlor, gaben seine Legionen den Kampf auf. Die Legio X soll aber nur widerwillig ihre Waffen niedergelegt haben. Octavian übernahm sie in seine Armee und wies ihren Veteranen in Patras Land zu. Da sich ihre Soldaten später gegen Octavian ungebührlich verhielten, wurde die Legion laut Sueton zunächst unehrenhaft entlassen (Sueton, Augustus 24). Dabei verlor sie auch den Titel Equestris. Später wurden ihr zur Wiederauffüllung Soldaten aus anderen Legionen zugeführt und die Legio X erhielt den Beinamen Gemina (‚doppelt‘).

### Julisch-claudische Dynastie

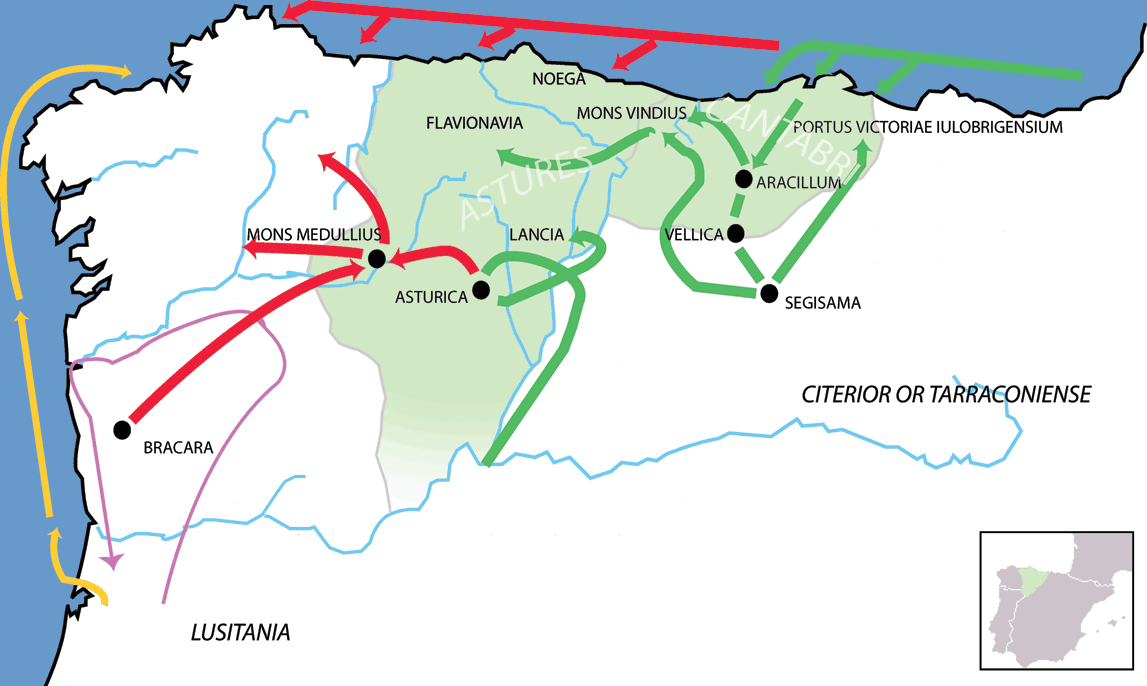
Verlauf des Kantabrischen Kriegs

Die neuformierte Legio X Gemina wurde in Hispania Tarraconensis stationiert, wo Augustus einen Feldzug gegen die Kantabrer vorbereitete. Sie nahm von 29 v. Chr. bis 19 v. Chr. am Kantabrischen Krieg teil. Die Legionen VI Victrix und X Gemina waren zunächst gemeinsam in einem namentlich unbekannten Lager in Asturien stationiert. Zeugnisse ihrer Anwesenheit hat man in Astorga (Asturica Augusta), in NW-Spanien entdeckt. Auch weiter südlich, bei Gallaecia (Callaecia), stieß man auf Spuren dieser Legion, die dort vermutlich die örtliche Bevölkerung überwachte. Später wurde die VI Victrix vermutlich nach (León) verlegt, während die X Gemina im Lager von Petavonium (Rosinos de Vidriales) stationiert wurde. Das Lager Petavonium bot lediglich Platz für die halbe Legion, so dass davon ausgegangen wird, dass Vexillationen auch in Städten, Minen und anderen Kastellen lagen. Etwa zu dieser Zeit trug die Legion den Ehrentitel Victrix.
Im Jahr 25 v. Chr. wurden Veteranen der Legionen V Alaudae und X Gemina von Publius Carisius in der neugegründeten spanischen Stadt Emerita Augusta (Mérida) angesiedelt. Veteranen der IIII Macedonica, VI Victrix und der X Gemina waren nach Münzfunden um 15 v. Chr. unter den ersten Siedlern in der Colonia Caesaraugusta (Saragossa). Zu dieser Zeit wurden die Legionen zu umfangreichen Straßen- und Brückenbaumaßnahmen an der Via Augusta eingesetzt.
Um das Jahr 63 wurde die Legio X Gemina in die pannonische Stadt Carnuntum verlegt, um dort die Legio XV Apollinaris zu ersetzen. Galba (68–69) verlegte die neuausgehobene Legio VII Galbiana nach Carnuntum und die Legio X Gemina kehrte kurzzeitig wieder nach Hispania zurück.

### Flavische Dynastie
Im sog. Vierkaiserjahr unterstützte die Legion Vitellius, spielte aber in den darauffolgenden Kämpfen keine besondere Rolle. Während des Bataveraufstands wurde die X Gemina im Jahr 70 von Vespasian mit der Armee des Quintus Petillius Cerialis in die Provinz Germania inferior gesandt. Bei einem Angriff der Bataver auf ein Holzfällerkommando außerhalb des Kastells wurden ihr Lagerpräfekt, fünf Zenturionen und einige Soldaten getötet. Im Herbst des Jahres 70 bezog die Legion das Winterlager Arenacium im heutigen Kreis Kleve am Niederrhein, wo sie einige Angriffe der Germanen abwehrte.
Von 71 bis etwa 104 war die Legion auf dem Hunnerberg stationiert, auf dem die Legio II Adiutrix das im Bataveraufstand zerstörte Lager Ulpia Noviomagus Batavorum (Nijmegen) erneuert hatte, um das Gebiet der Bataver zu überwachen und neuen Revolten vorzubeugen. Der „Frontabschnitt“ der Legion umfasste etwa 2000 km² zwischen Rhein und Maas. Mit der Stationierung ging ein wirtschaftlicher Aufschwung der Region einher. Im nahegelegenen De Holdeurn betrieb die Legion eine Töpferei. Die Legion betrieb auch jenseits des Rheins Ziegeleien (Tegularia transrhenana). Die Bautätigkeit der Legion erstreckte sich von Xanten rheinabwärts auf zahlreiche Kastelle und Benefiziarierstationen, aber auch auf zivile Bauten, wie civitas-Vororte der Bataver und Cananefaten. Vexillationen waren in den Steinbrüchen an der Mosel, in Voorburg, Neuss, Gellep und Xanten eingesetzt.
Im Jahr 89 revoltierte Lucius Antonius Saturninus, der Statthalter der Germania superior, gegen Domitian. Die niedergermanischen Legionen (I Minervia, VI Victrix, X Gemina, XXII Primigenia) marschierten nach Mogontiacum (Mainz) und schlugen den Saturninusaufstand nieder. Zum Dank verlieh Domitian den Legionen den Titel Pia Fidelis Domitiana („dem Domitian pflichtbewusst und treu“). Nach Domitians Tod und dessen „damnatio memoriae“ 96 n. Chr. wurde der Namenszusatz Domitiana gestrichen.

Lageplan von Vindobona um 250 n. Chr.

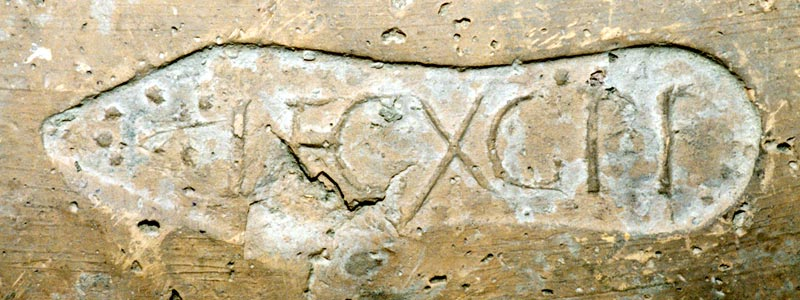
Sohlenförmiger Ziegelstempel der LEG(io) X G(emina) P(ia) F(idelis) aus dem Kastell Ala Nova

### Adoptivkaiser und Antoninische Dynastie
Trajan (98–117) ließ die Rheingrenze ausbauen. Die Legio X Gemina verstärkte mehrere Kastelle, wie zum Beispiel in Dormagen und in Lugdunum Batavorum (Brittenburg) bei Leiden, und errichtete einen Deich am Rhein. Ungefähr im Jahr 104 wurde die X Gemina nach Aquincum (Budapest) in Pannonia abkommandiert; die letzten Belege für ihre Anwesenheit in Germanien datieren wohl in die Jahre 101/102. Vexillationen der VI Victrix, I Minervia und X Gemina nahm an Trajans zweitem Dakerkrieg (105/106) teil. Nach dem Krieg, vermutlich um 114, wurde die Legion nach Vindobona (Wien) verlegt, wo sie die kommenden 300 Jahre, bis in das 5. Jahrhundert hinein, blieb. Ziegelstempel weisen Bautätigkeiten von Vexillationen in Noricum (Kastell Wallsee, Kastell Favianis) und Oberpannonien (Kastell Aequinoctium, Kastell Ala Nova und Kastell Klosterneuburg) nach.
Titus Caesernius Quinctianus war von 133 bis 136 Legat der Legio X Gemina, die zu dieser Zeit den Titel pia fidelis (pflichtbewusst und treu) trug. Bei der Niederschlagung des Bar-Kochba-Aufstandes (132–136) und im Partherkrieg des Lucius Verus (162) lernten Vexillationen den Gott Iupiter Dolichenus kennen und brachten seinen Kult an die Donau. Unter Antoninus Pius (138–161) wurde eine Vexillation nach Mauretania verlegt. Zwischen 166 und 182 wurde die Legion in den Markomannenkriegen gegen die Quaden eingesetzt.

### Severische Dynastie und Soldatenkaiser
Als Septimius Severus, der Statthalter von Pannonia superior, sich zum Kaiser ausrufen ließ, wurde er nur zögerlich von der Legion unterstützt. An den Kämpfen gegen den Usurpator Pescennius Niger (193–194) nahm die Legion teil. Septimius löste die Prätorianergarde auf und setzte eine neue Formation, die überwiegend aus Legionären der pannonischen Legionen bestand, an deren Stelle.
Im Laufe des 3. Jahrhunderts wurde die Legion von den regierenden Kaisern mehrmals mit dem Recht zur Führung eines Ehrennamens ausgezeichnet:
- Caracalla (211–217) und Elagabal (218–222), Severiana Antoniniana[17] und Antoniniana[18]
- Severus Alexander (222–235), Severiana[19]
- Gordian III. (238–244) Gordiana[20]
- Decius (249–251) Deciana[21]
- Florianus (276), Floriana
- Carinus (283–285), Cariniana[2]

Im Konflikt mit Postumus (260–269), dem Gegenkaiser des Imperium Galliarum, unterstützte die Legion Gallienus (260–268) und wurde mit dem Titel Pia VI Fidelis VI (sechsmal pflichtbewusst und treu) belohnt und durch Münzprägungen geehrt.

Schildbemalung der comitatensischen Legio Decima Gemina im frühen 5. Jahrhundert.

### Spätantike
Kaiser Valentinian I. (364–375) trieb die von seinen Vorgängern begonnenen massiven Ausbaumaßnahmen am pannonischen Donaulimes und am Limes Sarmatiae weiter voran und ließ – entgegen geltender Verträge – auch auf dem Siedlungsgebiet der Quaden und dem der südlich angrenzenden sarmatischen Jazygen Befestigungen errichten. Das größte dieser Festungswerke sollte das von einer Abteilung der Legio X Gemina unter dem Dux Frigeridus begonnene Kastell Göd-Bócsaújtelep werden. Mit seiner Absetzung aufgrund einer Hofintrige, wurden die Arbeiten an der Festung eingestellt und erst unter dem neuen Dux Marcellianus im Frühjahr bzw. Frühsommer 374 wiederaufgenommen. Zur selben Zeit waren Bauvexillationen der Legion auch an den auf jazygischen Territorium liegenden Burgus Dunakeszi und am Burgus Bölcske eingesetzt. Nach heftigen Protesten wurde der Quadenkönig zu Verhandlungen eingeladen aber während eines Festbankettes in Marcellianus Residenz hinterrücks ermordet. Daraufhin durchbrachen Quaden und Jazygen den Limes und verheerten Pannonien. Der Festungsbau musste daraufhin endgültig eingestellt werden. Im Juni 374 musste Valentinian persönlich auf dem Kriegsschauplatz erscheinen, um die Gegner wieder niederzuwerfen, was ihm auch bald gelang.
Die Legion wird zum letzten Mal im frühen 5. Jahrhundert, in der Notitia dignitatum (Westteil), erwähnt. Sie war nun Teil der Limitanei (Grenztruppen), auf Vindobona (Wien) und das Kastell Arrabona (Győr) aufgeteilt worden und zählte zur Armee des Dux Pannoniae Primae et Norici Ripensis. Danach verlieren sich ihre Spuren. Eine ihrer Vexillationen, die Decima gemina, stand zu dieser Zeit in der Feldarmee (Comitatenses) des Magister militum per Orientem.